# Ajla Tomljanović
Ajla Tomljanović (ur. 7 maja 1993 w Zagrzebiu) – australijska tenisistka, grająca w barwach Chorwacji do 2014 roku, a od stycznia 2018 obywatelka Australii. Zawodniczka praworęczna z oburęcznym bekhendem.

## Kariera tenisowa
W styczniu 2009 wygrała juniorski Australian Open w deblu. Jej partnerką deblową była Christina McHale. W maju wygrała swój pierwszy turniej ITF w deblu, w rodzinnym Zagrzebiu. W listopadzie po raz pierwszy grała w finale turnieju ITF, w którym przegrała z Brytyjką Naomi Broady. Rok zakończyła na 404. miejscu w rankingu WTA.
W styczniu 2010 po przejściu kwalifikacji wygrała swój pierwszy turniej ITF. W finale turnieju w Plantation pokonała Johannę Larsson. W lutym zadebiutowała w rozgrywkach Fed Cup. W pierwszym swoim meczu w tych rozgrywkach zwyciężyła z Neuzą Silvą.
W 2011 roku wystąpiła w pierwszym turnieju z cyklu WTA. Był to turniej w Memphis. Odpadła tam w pierwszej rundzie. Przegrała też w pierwszej rundzie turnieju w Miami. Największymi sukcesami Chorwatki w tym roku była druga runda turnieju WTA w Budapeszcie, zwycięstwo w turnieju ITF w Clearwater i wygrana w Grado.
W 2012 roku Ajla wystąpiła łącznie tylko w sześciu turniejach. Nie udało jej się zakwalifikować do turniejów Roland Garros i Wimbledonu. Jej największym sukcesem był turniej ITF w Mariborze, gdzie doszła do półfinału.
W roku 2013 Tomljanović wystąpiła z dziką kartą w trzech turniejach WTA Tour – w Acapulco i Stanford, gdzie odpadała po pierwszym meczu i w Miami, gdzie osiągnęła czwartą rundę. Jako kwalifikantka zanotowała pierwszą rundę Wimbledonu i drugie rundy w Birmingham i US Open. W Québecu zaszła do ćwierćfinału.
W sezonie 2014 osiągnęła ćwierćfinał wielkoszlemowego Australian Open w grze podwójnej. W lutym awansowała do ćwierćfinału w Acapulco. We French Open zaliczyła czwartą rundę, pokonując m.in. rozstawione Jelenę Wiesninę i Agnieszkę Radwańską.

## Historia występów wielkoszlemowych
Legenda
     W, wygrany turniej
     F, przegrana w finale
     SF, przegrana w półfinale
     QF, przegrana w ćwierćfinale
     xR, przegrana w x rundzie
     Qx, przegrana w x rundzie kwalifikacji
     A, brak startu
     NH, turniej nie odbył się

### Występy w grze pojedynczej
| Australian Open        | A   | A   | A   | Q2  | A   | A  | 2R | 2R | 1R  | A   | 1R | 1R | 2R | 2R | 1R | A   | 2R | 2R | 0 / 10 | 6 – 10  |  |  |  |  |  |  |  |
| French Open            | A   | A   | Q1  | Q1  | Q1  | Q1 | 4R | 2R | A   | 1R  | 1R | 1R | 1R | 2R | 2R | A   | 1R | 2R | 0 / 10 | 7 – 10  |  |  |  |  |  |  |  |
| Wimbledon              | A   | A   | Q3  | Q1  | Q1  | 1R | 1R | 2R | A   | A   | 1R | 2R | NH | QF | QF | A   | 1R | 1R | 0 / 9  | 10 – 9  |  |  |  |  |  |  |  |
| US Open                | A   | A   | Q2  | Q2  | A   | 2R | 1R | 1R | A   | 2R  | 2R | 2R | 1R | 3R | QF | 2R  | 2R |    | 0 / 11 | 12 – 10 |  |  |  |  |  |  |  |
|                        |     |     |     |     |     |    |    |    |     |     |    |    |    |    |    |     |    |    |        |         |  |  |  |  |  |  |  |
| Ranking na koniec roku | 973 | 353 | 157 | 145 | 453 | 78 | 63 | 66 | 930 | 151 | 43 | 51 | 68 | 45 | 33 | 549 | 85 |    | 0 / 40 | 35 – 39 |  |  |  |  |  |  |  |

### Występy w grze podwójnej
| Australian Open        | A | A   | A   | A   | A   | A   | QF | 2R | 2R  | A   | 1R  | 1R  | 1R  | 1R  | A   | A | 2R  | A  | 0 / 8  | 6 – 8   |  |  |  |  |  |  |  |
| French Open            | A | A   | A   | A   | A   | A   | 1R | 1R | A   | 2R  | 1R  | 1R  | 2R  | 2R  | 3R  | A | 1R  | A  | 0 / 9  | 5 – 9   |  |  |  |  |  |  |  |
| Wimbledon              | A | A   | A   | A   | A   | A   | 1R | 3R | A   | A   | 1R  | 2R  | NH  | 1R  | 1R  | A | A   | 1R | 0 / 7  | 3 – 7   |  |  |  |  |  |  |  |
| US Open                | A | A   | A   | A   | A   | A   | 3R | 1R | A   | 1R  | 3R  | 2R  | A   | 2R  | 1R  | A | 1R  |    | 0 / 8  | 6 – 8   |  |  |  |  |  |  |  |
|                        |   |     |     |     |     |     |    |    |     |     |     |     |     |     |     |   |     |    |        |         |  |  |  |  |  |  |  |
| Ranking na koniec roku | – | 380 | 724 | 275 | 360 | 299 | 48 | 92 | 385 | 370 | 140 | 159 | 127 | 141 | 136 | – | 444 |    | 0 / 32 | 20 – 32 |  |  |  |  |  |  |  |

### Występy w grze mieszanej
| Australian Open | A | A | A | A | A | A | 1R | A  | 1R | A | A | A | A  | A | A | A | A | A | 0 / 2 | 0 – 2 |  |  |  |  |  |  |  |
| French Open     | A | A | A | A | A | A | A  | A  | A  | A | A | A | NH | A | A | A | A | A | 0 / 0 | 0 – 0 |  |  |  |  |  |  |  |
| Wimbledon       | A | A | A | A | A | A | A  | 2R | A  | A | A | A | NH | A | A | A | A | A | 0 / 1 | 1 – 1 |  |  |  |  |  |  |  |
| US Open         | A | A | A | A | A | A | A  | A  | A  | A | A | A | NH | A | A | A | A |   | 0 / 0 | 0 – 0 |  |  |  |  |  |  |  |
|                 |   |   |   |   |   |   |    |    |    |   |   |   |    |   |   |   |   |   |       |       |  |  |  |  |  |  |  |
|                 |   |   |   |   |   |   |    |    |    |   |   |   |    |   |   |   |   |   | 0 / 3 | 1 – 3 |  |  |  |  |  |  |  |

## Finały turniejów WTA
| Legenda                     | Legenda |
| --------------------------- | ------- |
| Wielki Szlem                |         |
| Igrzyska olimpijskie        |         |
| WTA Tour Championships      |         |
| 2009 – 2020                 |         |
| WTA Premier Mandatory       |         |
| WTA Premier 5               |         |
| WTA Premier                 |         |
| WTA International Series    |         |
| WTA 125K series (2012–2020) |         |
| od 2021                     |         |
| WTA 1000 (obowiązkowe)      |         |
| WTA 1000 (nieobowiązkowe)   |         |
| WTA 500                     |         |
| WTA 250                     |         |
| WTA 125                     |         |

### Gra pojedyncza 5 (0–5)
| Końcowy wynik | Nr | Data             | Turniej    | Nawierzchnia | Przeciwniczka      | Wynik finału     |
| ------------- | -- | ---------------- | ---------- | ------------ | ------------------ | ---------------- |
| Finalistka    | 1. | 15 lutego 2015   | Pattaya    | Twarda       | Daniela Hantuchová | 6:3, 3:6, 4:6    |
| Finalistka    | 2. | 5 maja 2018      | Rabat      | Ceglana      | Elise Mertens      | 2:6, 6:7(4)      |
| Finalistka    | 3. | 23 września 2018 | Seul       | Twarda       | Kiki Bertens       | 6:7(2), 6:4, 2:6 |
| Finalistka    | 4. | 3 lutego 2019    | Hua Hin    | Twarda       | Dajana Jastremśka  | 2:6, 6:2, 6:7(3) |
| Finalistka    | 5. | 23 czerwca 2024  | Birmingham | Trawiasta    | Julija Putincewa   | 1:6, 6:7(8)      |

## Finały turniejów WTA 125

### Gra pojedyncza 2 (2–0)
| Końcowy wynik | Nr | Data                | Turniej       | Nawierzchnia | Przeciwniczka           | Wynik finału  |
| ------------- | -- | ------------------- | ------------- | ------------ | ----------------------- | ------------- |
| Zwyciężczyni  | 1. | 26 listopada 2023   | Florianópolis | Ceglana      | Martina Capurro Taborda | 6:1, 7:5      |
| Zwyciężczyni  | 2. | 6 października 2024 | Hongkong      | Twarda       | Clara Tauson            | 4:6, 6:4, 6:4 |

## Finały turniejów ITF
| turnieje z pulą nagród 100 000 $   |
| turnieje z pulą nagród 75/80 000 $ |
| turnieje z pulą nagród 50/60 000 $ |
| turnieje z pulą nagród 40 000 $    |
| turnieje z pulą nagród 25 000 $    |
| turnieje z pulą nagród 15 000 $    |
| turnieje z pulą nagród 10 000 $    |

### Gra pojedyncza 14 (4–10)
| Rezultat     |     | Data       | Turniej     | ($)       | Naw.    | Przeciwniczka      | Wynik            |
| Finalistka   | 1.  | 29/11/2009 | Puebla      | 25 000    | Twarda  | Naomi Broady       | 6:7(4), 3:6      |
| Zwyciężczyni | 1.  | 17/01/2010 | Plantation  | 25 000    | Ceglana | Johanna Larsson    | 6:3, 6:3         |
| Finalistka   | 2.  | 04/04/2010 | Pelham      | 25 000    | Ceglana | Edina Gallovits    | 2:6, 0:6         |
| Finalistka   | 3.  | 16/05/2010 | Praga       | 50 000    | Ceglana | Lucie Hradecká     | 1:6, 6:7(4)      |
| Zwyciężczyni | 2.  | 13/03/2011 | Clearwater  | 25 000    | Twarda  | Sesił Karatanczewa | 7:6(3), 6:3      |
| Finalistka   | 4.  | 10/04/2011 | Jackson     | 25 000    | Ceglana | Marina Erakovic    | 1:6, 2:6         |
| Zwyciężczyni | 3.  | 29/05/2011 | Grado       | 25 000    | Ceglana | Alexandra Cadanțu  | 6:2, 6:4         |
| Finalistka   | 5.  | 13/01/2013 | Palm Harbor | 25 000    | Ceglana | Tadeja Majerič     | 2:6, 3:6         |
| Finalistka   | 6.  | 10/02/2013 | Midland     | 100 000   | Twarda  | Lauren Davis       | 3:6, 6:2, 6:7(2) |
| Zwyciężczyni | 4.  | 21/04/2013 | Dothan      | 50 000    | Ceglana | Zhang Shuai        | 2:6, 6:4, 6:3    |
| Finalistka   | 7.  | 13/10/2013 | Macon       | 25 000    | Twarda  | Ana Tatiszwili     | 2:6, 6:1, 5:7    |
| Finalistka   | 8.  | 30/07/2017 | Sacramento  | 60 000    | Twarda  | Amanda Anisimova   | walkower         |
| Finalistka   | 9.  | 12/11/2017 | Waco        | 80 000    | Twarda  | Taylor Townsend    | 3:6, 6:2, 2:6    |
| Finalistka   | 10. | 16/12/2017 | Dubaj       | 100 000+H | Twarda  | Belinda Bencic     | 4:6, krecz       |

### Gra podwójna 4 (3–1)
| Rezultat     |    | Data       | Turniej     | ($)    | Naw.    | Partnerka       | Przeciwniczki                           | Wynik             |
| Zwyciężczyni | 1. | 10/05/2009 | Zagrzeb     | 50 000 | Ceglana | Petra Martić    | Ksienija Mileuska Anastasija Piwowarowa | 6:3, 6:7(4), 10–5 |
| Finalistka   | 1. | 08/10/2011 | Kansas City | 50 000 | Twarda  | Jamie Hampton   | Maria Abramović Eva Hrdinová            | 6:2, 2:6, 4–10    |
| Zwyciężczyni | 2. | 29/10/2011 | Bayamón     | 25 000 | Twarda  | Chanel Simmonds | Victoria Duval Alexandra Kiick          | 6:3, 6:1          |
| Zwyciężczyni | 3. | 08/10/2011 | Phoenix     | 75 000 | Twarda  | Jamie Hampton   | Maria Sanchez Yasmin Schnack            | 3:6, 6:3, 10–6    |

## Występy w igrzyskach olimpijskich

### Gra pojedyncza
| Runda                                                                           | Przeciwniczka                     | Wynik          |
| ------------------------------------------------------------------------------- | --------------------------------- | -------------- |
|                                                                                 |                                   |                |
| Letnie Igrzyska Olimpijskie w Tokio 2020, reprezentując państwo Australia       |                                   |                |
| I runda                                                                         | Kazachstan: Jarosława Szwiedowa   | 7:5, 3:2 krecz |
| II runda                                                                        | Ukraina: Elina Switolina [4]      | 6:4, 3:6, 4:6  |
|                                                                                 |                                   |                |
| Letnie Igrzyska Olimpijskie w Paryżu 2024, reprezentując państwo Australia [PR] |                                   |                |
| I runda                                                                         | Stany Zjednoczone: Coco Gauff [3] | 3:6, 0:6       |

### Gra podwójna
| Runda                                                                      | Partnerka           | Przeciwniczki                                                       | Wynik          |
| -------------------------------------------------------------------------- | ------------------- | ------------------------------------------------------------------- | -------------- |
|                                                                            |                     |                                                                     |                |
| Letnie Igrzyska Olimpijskie w Paryżu 2024, reprezentując państwo Australia |                     |                                                                     |                |
| I runda                                                                    | Olivia Gadecki [PR] | Indywidualni sportowcy neutralni: Mirra Andriejewa / Diana Sznajder | 3:6, 6:2, 6–10 |

## Finały juniorskich turniejów wielkoszlemowych

### Gra podwójna (1)
| Końcowy wynik | Rok  | Turniej         | Nawierzchnia | Partnerka        | Przeciwniczki                      | Wynik finału   |
| Zwyciężczyni  | 2009 | Australian Open | Twarda       | Christina McHale | Aleksandra Krunić Sandra Zaniewska | 6:1, 2:6, 10–4 |